# 견우와 선녀 (드라마)
《견우와 선녀》는 2025년 6월 23일부터 2025년 7월 29일까지 방송한 tvN 월화 드라마다.

## 기획의도
죽을 운명을 가진 소년과 이를 막으려는 MZ무당 소녀, 열여덟 청춘들의 거침없는 첫사랑 구원 로맨스

## 제작진

### 제작사
- 스튜디오드래곤
- 덱스터 스튜디오
- EO Contents Group

### 제작
- 장경익
- 유상원
- 김동현
- 오은영

### 극본
- 양지훈

### 연출
- 김용완

## 등장 인물

### 주요 인물
- 조이현 : 박성아 (18세/여) 역 (아역: 이아린, 신연우) - 낮에는 여고생, 밤에는 무당. 일종의 투잡족이다. 견우의 첫사랑.
- 추영우 : 배견우 (18세/남) 역 (아역: 김희성) - 세상의 모든 불운은 견우를 위해 준비된 이벤트 같다, 지금까지 살아있는 게 너무나 용하고 신기한 소년. 성아의 첫사랑.
- 추영우 : 악귀 봉수 (나이 미상) 역 (6회 ~ ) - 봉수동 폐가에 진을 치고 살고 있는 악귀, 견우의 몸 안에 빙의 됐다.
- 차강윤 : 표지호 (18세/남) 역 - 살다보면 꼭 표지호 같은 애들을 한 번쯤 만나게 된다, 겉으로는 걔 매력 죽어도 모르겠다 입 모아 욕하지만, 속으로는 걔 매력 실은 나만 알지 음흉하게 웃게 하는 음지의 인기인.
- 추자현 : 염화 (30대/여) 역 - 단아하고 세련된 호감형 외모, 머리부터 발끝까지 몸에 걸친 모든 게 다 명품, 한정판 잇템들. 별스타그램 피드는 잘나가는 인플루언서 뺨을 치게 화려하다. tv나 라디오, 너튜브 채널까지 여기저기 불려 다니기 바쁜 유명 무속인.

### 무당들
- 김미경 : 신어머니 (동천장군) (50~60대/여) 역(†) - 성아의 신어머니, 과거 염화의 신어머니. (1회 ~ 10회)
- 윤병희 : 꽃도령 (30~40대) 역 - 통영 꽃도령

### 화목고
- 김민주 : 구도연 (18세/여) 역 - 부스스한 단발머리에 눈을 반쯤 가린 긴 앞머리, 동글 범생이 안경을 쓰고 1mm도 줄이지 않은 풍덩한 교복치마를 입은, 반마다 둘 셋씩 흔하게 있는 평범하기 짝이 없는 인상의 어둑어둑 오타쿠 소녀.
- 김성정 : 김진웅 (18세/남) 역 - 모난 체 삐딱하게 살고 있는 비행 청소년
- 황세인 : 조혜리 (18세/여) 역 - 예쁜 외모에다, 공부면 공부, 운동이면 운동, 뭐 하나 빠지지 않는 팔방미인.
- 차유현 : 맹주승 (18세/남) 역 - 별명 기레기, 가짜뉴스 전파자.
- 함성민 : 모범생 (18세/남) 역 - 본명 모범, 하지만 모두들 범생이로 부른다.

### 그 외 인물
- 신민서 : 물귀신 역
- 이수미 : 이모님 역
- 길해연 : 오옥순 역 - 견우의 친할머니
- 이영란 : 맹무당 역
- 박정표 : 양 코치 역
- 미상 : 불귀신 역
- 김희창 : 견우의 큰 아버지 역
- 미상 : 죽음을 부르는 귀신 역
- 미상 ; 악귀 역
- 조연희 : 아기령 역
- 김예은 : 아기령의 어머니 역
- 미상 : 무면귀 역
- 미상 : 저승사자 역
- 송하진 : 최희나 역

### 특별출연
- 오민애 : 매듭공방 사장 역 (특별출연)
- 곽자형 : 진웅 아버지 역 (특별출연)

## 참고 사항
- 조이현, 추영우는 KBS 2TV 수목 드라마 〈학교 2021〉 이후 4년 만에 다시 만나 캐스팅 됐다.
- 김미경, 추자현은 SBS 일요 드라마 카이스트 이후 26년 만에 재회한다.
- 조이현과 함성민은 넷플릭스 오리지널 한국 드라마〈지금 우리 학교는〉이후, 3년 만에 재회한다.

## 같이 보기
- 대한민국의 텔레비전 드라마 목록 (ㄱ)
- 2025년 대한민국의 텔레비전 드라마 목록